# 倒置檔
倒置檔是大型檢索服務資料庫所採用的基本檔案結構之一，和另一種檔案結構「線形檔(或稱「列印檔」)」(print file)常被相提並論。「線形檔」由資料庫製造商(如：ERIC)製作，以一本書或一篇文章來代表一筆記錄。依屬性排列，去除停字(如：and、of)後，記錄每一剩餘的字分別位於何欄位之第幾個字。線形檔如同沒有書後索引的書，檢索時必須逐一讀取記錄，速度慢。

## 簡介
「倒置檔(或稱「索引檔」)」(inverted file)是為提高檢索速度而發展出的另一種檔案結構，由檢索服務機構(如：DIALOG)製作，將線形檔中的每一個字，依字母順序排列，並分別指出於線形檔中的位置(即顯示該字出現在哪些文章中的哪些欄位的第幾個字)。倒置檔如同書後索引，幫助使用者快速檢索定位。

## 倒置檔類型

### 基本索引檔
蒐集書目記錄中和主題有關的欄位(如：摘要、敘述語、識別語、註解、題名…等)，列出每一字出現之文章、欄位、順序。

### 附加索引檔
蒐集書目記錄中和主題無關的欄位(如：作者、期刊名稱、年代、語文…)，先依「欄位」字母排序(如：AU→DC→DT…等)，再依欄位內的值之字母排序，並指出位於何篇文章中。

### 索引典檔
即該資料庫的索引典，列出每一詞彙之相關辭彙(說明其間的關係，包括：廣義、狹義、相關等)，並顯示每一詞彙之筆數以及相關詞數目。